# Rudolf Baltz
Rudolf Baltz (2 de julho de 1920 – 20 deabril de 2008) foi um comandante de U-Boot que serviu na Kriegsmarine durante a Segunda Guerra Mundial.